# Куп Србије у фудбалу 2014/15.
Куп Србије у фудбалу 2014/15. је девето такмичење организовано под овим називом од стране Фудбалског савеза Србије.

## Пропозиције такмичења

### Календар такмичења
- Претколо: 3. септембар 2014.
- Шеснаестина финала: 24. септембар 2014.
- Осмина финала: 29. октобар 2014.
- Четвртина финала: 3. децембар 2014.
- Полуфинале: 18. март 2015. (I утак.), 8. април 2015. (II утак.)
- Финале: 20. мај 2015.

## Претколо
У претколу одиграном 3. септембра 2014. године састали су се победници куп такмичења по регионима и најслабије пласиране екипе из прошле сезоне у Првој лиги Србије. Игра се једна утакмица код првоименоване екипе. У случају нерешеног резултата после регуларног тока утакмице, одмах се изводе једанаестерци. Резултати постигнути након извођења једанаестераца приказани су у загради.
| Утак. | Клуб, Место                | Резултат  | Клуб, Место        |
| ----- | -------------------------- | --------- | ------------------ |
| 1.    | Дорћол, Београд            | 1:0       | Долина, Падина     |
| 2.    | Моравац Орион, Мрштане     | 1:0       | Тимок, Зајечар     |
| 3.    | ЧСК Пивара, Челарево       | 0:2       | Инђија, Инђија     |
| 4.    | Семендрија 1924, Смедерево | 1:1 (5:4) | Телеоптик, Београд |

## Шеснаестина финала
Жреб парова шеснаестине финала Купа Србије у сезони 2014/15. обављен је 10. септембра 2014. године.
Сви мечеви су одиграни 24. септембра 2014. године. Игра се једна утакмица код првоименоване екипе. Према пропозицијама такмичења, уколико се утакмица заврши нерешеним резултатом, одмах ће се изводити једанаестерци. Резултати постигнути након извођења једанаестераца приказани су у загради.
| Утак. | Клуб, Место                | Резултат  | Клуб, Место               |
| ----- | -------------------------- | --------- | ------------------------- |
| 1.    | Пролетер, Нови Сад         | 0:0 (4:3) | Доњи Срем, Пећинци        |
| 2.    | Дорћол, Београд            | 0:1       | Раднички 1923, Крагујевац |
| 3.    | Трепча, Косовска Митровица | 0:1       | Војводина, Нови Сад       |
| 4.    | Семендрија 1924, Смедерево | 0:2       | ОФК Београд, Београд      |
| 5.    | Јединство Путеви, Ужице    | 0:3       | Рад, Београд              |
| 6.    | Инђија, Инђија             | 2:1       | Јавор Матис, Ивањица      |
| 7.    | Спартак, Суботица          | 1:0       | Радник, Сурдулица         |
| 8.    | Јагодина, Јагодина         | 4:0       | БСК Борча, Београд        |
| 9.    | Моравац Орион, Мрштане     | 0:1       | Раднички, Ниш             |
| 10.   | Слога, Петровац на Млави   | 1:0       | Нови Пазар, Нови Пазар    |
| 11.   | Вождовац, Београд          | 3:2       | Слога, Краљево            |
| 12.   | Бежанија, Београд          | 0:1       | Партизан, Београд         |
| 13.   | Слобода Поинт, Ужице       | 1:1 (4:3) | Синђелић, Београд         |
| 14.   | Напредак, Крушевац         | 0:0 (2:4) | Металац, Горњи Милановац  |
| 15.   | Чукарички, Београд         | 3:2       | Младост, Лучани           |
| 16.   | Црвена звезда, Београд     | 1:0       | Борац, Чачак              |

## Осмина финала
Жреб парова осмине финала Купа Србије у сезони 2014/15. обављен је 6. октобра 2014. године.
Сви мечеви су одиграни 29. октобра 2014. године, осим утакмица ОФК Београд - Чукарички и Партизан - Слога Петровац на Млави које су биле заказане за 19. новембар. Игра се једна утакмица код првоименоване екипе. Према пропозицијама такмичења, уколико се утакмица заврши нерешеним резултатом, одмах ће се изводити једанаестерци. Резултати постигнути након извођења једанаестераца приказани су у загради.
| Утак. | Клуб, Место               | Резултат  | Клуб, Место              |
| ----- | ------------------------- | --------- | ------------------------ |
| 1.    | Спартак, Суботица         | 2:0       | Пролетер, Нови Сад       |
| 2.    | Рад, Београд              | 1:0       | Црвена звезда, Београд   |
| 3.    | Раднички 1923, Крагујевац | 0:3       | Јагодина, Јагодина       |
| 4.    | Раднички, Ниш             | 0:0 (4:1) | Инђија, Инђија           |
| 5.    | Војводина, Нови Сад       | 1:0       | Слобода Поинт, Ужице     |
| 6.    | Металац, Горњи Милановац  | 0:0 (4:5) | Вождовац, Београд        |
| 7.    | ОФК Београд, Београд      | 1:2       | Чукарички, Београд       |
| 8.    | Партизан, Београд         | 3:0       | Слога, Петровац на Млави |

## Четвртфинале
Жреб парова четвртфинала Купа Србије у сезони 2014/15. обављен је 21. новембра 2014. године.
Сви мечеви су одиграни 3. децембра 2014. године. Игра се једна утакмица код првоименоване екипе. Према пропозицијама такмичења, уколико се утакмица заврши нерешеним резултатом, одмах ће се изводити једанаестерци. Резултати постигнути након извођења једанаестераца приказани су у загради.
| Утак. | Клуб, Место        | Резултат | Клуб, Место         |
| ----- | ------------------ | -------- | ------------------- |
| 1.    | Вождовац, Београд  | 2:1      | Спартак, Суботица   |
| 2.    | Раднички, Ниш      | 0:1      | Јагодина, Јагодина  |
| 3.    | Чукарички, Београд | 2:1      | Војводина, Нови Сад |
| 4.    | Рад, Београд       | 0:1      | Партизан, Београд   |

## Полуфинале
Жреб парова полуфинала Купа Србије у сезони 2014/15. обављен је 5. децембра 2014. године.

### Прва утакмица
| Чукарички             | 2 : 0 | Вождовац |
| --------------------- | ----- | -------- |
| Миросављевић 15’, 39’ |       |          |

| Партизан                               | 3 : 0 | Јагодина |
| -------------------------------------- | ----- | -------- |
| Грбић 3’ · Живковић 43’ · Брашанац 90’ |       |          |

### Друга утакмица
| Вождовац      | 1 : 4 | Чукарички                                             |
| ------------- | ----- | ----------------------------------------------------- |
| Златковић 14’ |       | Остојић 7’ · Срнић 63’ · Стојиљковић 74’ · Мандић 90’ |

| Јагодина | 0 : 2 | Партизан                  |
| -------- | ----- | ------------------------- |
|          |       | Шапоњић 3’ · Живковић 27’ |

## Финале
| Чукарички | 1 : 0 | Партизан |
| --------- | ----- | -------- |
| Срнић 38’ |       |          |

| Победник Купа Србије у фудбалу 2014/15. |
| --------------------------------------- |
| ФК Чукарички 1. титула                  |